# Lâu Cần Kiệm
Lâu Cần Kiệm (tiếng Trung: 娄勤俭, bính âm: Lóu Qín Jiǎn), sinh tháng 12 năm 1956, một Người Hán, Chính khách nước Cộng hòa Nhân dân Trung Hoa. Ông nguyên là Bí thư Tỉnh ủy Giang Tô, Chủ nhiệm Ủy ban Thường vụ Đại hội đại biển Nhân dân tỉnh Giang Tô, Ủy viên Ủy ban Trung ương Đảng Cộng sản Trung Quốc khóa XIX, nguyên Ủy viên dự khuyết Ủy ban Trung ương Đảng Cộng sản Trung Quốc khóa XVIII. Ông từng là Bí thư Tỉnh ủy tỉnh Thiểm Tây, Chủ nhiệm Ủy ban Thường vụ Đại hội Đại biểu Nhân dân tỉnh Thiểm Tây, Tỉnh trưởng Chính phủ Nhân dân tỉnh Thiểm Tây, Phó Bí thư Tỉnh ủy Thiểm Tây, Thứ trưởng Bộ Công nghiệp và Công nghệ Thông tin Trung Quốc.
Lâu Cần Kiệm gia nhập Đảng Cộng sản Trung Quốc năm 1975, là Thạc sĩ Kỹ thuật, Kỹ sư Cao cấp, Tiến sĩ Kỹ thuật.

## Xuất thân và giáo dục
Lâu Cần Kiệm sinh tháng 12 năm 1956, quê quán tại huyện cấp thị Đồng Tử, địa cấp thị Tuân Nghĩa, tỉnh Quý Châu.
Thời gian còn rất trẻ năm 1973. ông là thanh niên có học thức, giáo viên tư thục, là Phó Bí thư xã của huyện cấp thị Đồng Tử, địa cấp thị Tuân Nghĩa, tỉnh Quý Châu khi mới 17 tuổi.
Năm 1973, ông bắt đầu học ngành Cơ khí tại Đại học Khoa học và Kỹ thuật Hoa Trung, tốt nghiệp năm 1977. Tháng 3 năm 1978, ông học thiết bị chuyên nghiệp tại Đại học Khoa học và Kỹ thuật Hoa Trung. Tháng 8 năm 1975, ông được kết nạp vào Đảng Cộng sản Trung Quốc.
Từ tháng 9 năm 1985 đến tháng 7 năm 1988, ông lấy bằng Thạc sĩ Kỹ thuật cấu trúc máy tính tại Viện thứ 15 của Bộ Công nghiệp Điện tử Trung Quốc.
Thời gian sau, ông tiếp tục tham gia học ngành Kỹ thuật Khoa học máy tính nhiều năm tại Đại học Khoa học và Kỹ thuật Hoa Trung, nhận các bằng Kỹ sư Cao cấp.
Từ tháng 9 năm 1996 đến tháng 7 năm 1997, ông đã tham gia khóa đào tạo một năm dành cho cán bộ trẻ và trung niên của Trường Đảng Trung ương Đảng Cộng sản Trung Quốc.
Từ tháng 5 năm 1998 đến tháng 12 năm 2003, ông học cấu trúc hệ thống máy tính tại Đại học Khoa học và Kỹ thuật Hoa Trung, và lấy bằng Tiến sĩ Kỹ thuật.

## Sự nghiệp

#### Công tác tại Bộ Công nghiệp Điện tử Trung Quốc
Tháng 2 năm 1982, ông được tuyển dụng làm kỹ thuật viên và trợ lý kỹ sư của Viện thứ mười lăm, Bộ Công nghiệp Điện tử Trung Quốc.
Tháng 7 năm 1988, ông làm kỹ sư trong Phòng Thí nghiệm tự động hóa công nghiệp thuộc Viện Nghiên cứu thứ 15 của Bộ Công nghiệp Điện tử Trung Quốc. Vào tháng 10 năm 1990, ông là Phó Trưởng phòng của Thí nghiệm tự động hóa công nghiệp của Viện nghiên cứu thứ 15 của Bộ Công nghiệp Điện tử Trung Quốc.
Tháng 4 năm 1993, ông là Chủ nhiệm Văn phòng Nghiên cứu Ứng dụng Công nghiệp của Viện Nghiên cứu thứ 15 của Bộ Công nghiệp Điện tử Trung Quốc và Chuyên gia Chương trình CIMS 863 Quốc gia.
Tháng 3 năm 1995, ông đuọc bổ nhiệm làm Viện trưởng Viện nghiên cứu thứ 15 của Bộ Công nghiệp Điện tử Trung Quốc và Tổng Giám đốc và Chủ tịch của Công ty Máy tính Thái Cực, Chủ nhiệm Trung tâm Nghiên cứu Kỹ thuật Công nghệ Thông tin của Bộ Công nghiệp Điện tử Trung Quốc, và là Chuyên gia Máy tính của Ủy ban Khoa học và Công nghệ Quốc phòng Trung Quốc năm 1996.
Vào tháng 3 năm 1998, ông tiếp tục trở lại làm Viện trưởng Viện Nghiên cứu thứ 15 Bộ Công nghiệp Điện tử Trung Quốc và là Chuyên gia Máy tính của Ủy ban Khoa học và Công nghệ Quốc phòng Trung Quốc.

#### Công tác tại Bộ Công nghiệp và Công nghệ Thông tin Trung Quốc
Tháng 2 năm 1999, ông được chuyển sang Bộ Công nghiệp và Công nghệ Thông tin Trung Quốc làm Viện phó Viện Khoa học Điện tử và đồng thời giữ vị trí Viện trưởng Viện Nghiên cứu thứ 15 Bộ Công nghiệp Điện tử Trung Quốc.
Vào tháng 4 năm 1999, ông được bổ nhiệm làm Ủy viên Đảng ủy, Thứ trưởng Bộ Công nghiệp và Công nghệ Thông tin Trung Quốc. Cho đến tháng 3 năm 2008, ông tiếp tục giữ chức Thứ trưởng Bộ Công nghiệp và Công nghệ Thông tin Trung Quốc khi bộ này đổi vị trí và tăng cơ cấu.

#### Thiểm Tây
Vào tháng 8 năm 2010, ông được điều chuyển tới Thiểm Tây, được bổ nhiệm làm Thường vụ Tỉnh ủy, Phó Bí thư Ban Cán sự Đảng Chính phủ Nhân dân tỉnh Thiểm Tây. Vào tháng 9 năm 2010, ông giữ chức Phó Thường trực Tỉnh trưởng Chính phủ Nhân dân tỉnh Thiểm Tây.
Vào tháng 12 năm 2012, ông được bổ nhiệm làm Phó Bí thư Tỉnh ủy, Bí thư Ban Cán sự Đảng Chính phủ Nhân dân tỉnh Thiểm Tây, Phó Tỉnh trưởng, Quyền Tỉnh trưởng Chính phủ Nhân dân tỉnh Thiểm Tây. Tháng 1 năm 2013, ông được bầu làm Tỉnh trưởng Chính phủ Nhân dân tỉnh Thiểm Tây.
Vào tháng 3 năm 2016, ông được bổ nhiệm thắng cấp thành Bí thư Tỉnh ủy tỉnh Thiểm Tây. Vào ngày 27 tháng 4 năm 2016, ông được bầu làm Chủ nhiệm Ủy ban thường vụ Đại hội Đại biểu Nhân dân tỉnh Thiểm Tây lần thứ 12.

#### Giang Tô
Vào ngày 29 tháng 10 năm 2017, ông được điều chuyển tới Giang Tô, bổ nhiệm làm giữ chức Bí thư Tỉnh ủy tỉnh Giang Tô.
Vào ngày 31 tháng 1 năm 2018, ông được bầu làm Chủ nhiệm Ủy ban Thường vụ Đại hội Đại biểu Nhân dân tỉnh Giang Tô lần thứ 13.
Vào tháng 11 năm 2012, tại Đại hội Đảng Cộng sản Trung Quốc lần thứ 18, ông được bầu làm Ủy viên dự khuyết Ủy ban Trung ương Đảng Cộng sản Trung Quốc khóa XVIII.Vào tháng 10 năm 2017, ông được bầu làm Ủy viên Ủy ban Trung ương Đảng Cộng sản Trung Quốc khóa XIX tại Đại hội Đảng Cộng sản Trung Quốc lần thứ 19.

## Vụ việc xây dựng bất hợp phát tại Tần Lĩnh
Vào ngày 09 tháng 1 năm 2019, Đài Truyền hình Trung ương Trung Quốc đã phỏng vấn một số cựu cán bộ hàng đầu tỉnh Thiểm Tây và thành phố Tây An trong vấn đề liên quan đến xây dựng tại Tần Lĩnh. Theo báo cáo, vào tháng 5 năm 2014, Tổng Bí thư Tập Cận Bình đã chỉ thị cho tỉnh Thiểm Tây chú ý đến việc xây dựng biệt thự bất hợp pháp tại Tần Lĩnh.
Khi Triệu Chính Vĩnh làm Bí thư Tỉnh ủy tỉnh Thiểm Tây đã không truyền đạt nghiên cứu này hay chỉ đạo nghiên cứu chuyên đề, chỉ đơn giản yêu cầu Tỉnh trưởng tìm hiểu cùng với Thị ủy Tây An. Vào thời điểm đó, Lâu Cần Kiệm là Tỉnh trưởng đã nghiêm túc thực hiện chỉ thị.
Vào tháng 7 cùng năm, nhóm điều tra của Tây An đã báo cáo rằng các biệt thự bất hợp pháp đã được điều tra kỹ lưỡng, với tổng số 202 tòa nhà. Sau đó, Thị ủy Tây An đã báo cáo dữ liệu của 202 tòa nhà cho Tỉnh ủy Thiểm Tây. Thiểm Tây đã không xác minh mà báo cáo trực tiếp với chính quyền trung ương vào tháng 8.
Vào tháng 10 cùng năm, Tập Cận Bình đã đưa ra một nhận xét khác liên quan đến Triệu Chính Vĩnh. Không chỉ 202 biệt thự vẫn chưa được xử lý mà sau đó, vẫn còn hơn 600 biệt thự mới ở dãy núi Tần Lĩnh. Bắt đầu từ cuối tháng 7 năm 2018, Phó Bí thư Ủy ban Kiểm tra Kỷ luật Trung ương Đảng Cộng sản Trung Quốc Từ Lệnh Nghĩa dẫn đầu làm việc điều tra về sự việc dãy núi Tần Lĩnh của tỉnh Thiểm Tây, thay đổi toàn diện biệt thự xây dựng trái phép, tổng cộng tháo dỡ 1194 biệt thự. Cả Triệu Chính Vĩnh và Lâu Cần Kiệm đã không bị điều tra, những lời giải thích lần lượt liên quan đến hai lãnh đạo Tỉnh ủy và Chính phủ Nhân dân tỉnh Thiểm Tây.
Tháng 1 năm 2019, Triệu Chính Vĩnh bị Ủy ban Kiểm tra Kỷ luật Trung ương và Ủy ban Giám sát Nhà nước bắt giữ để điều tra do "vi phạm kỷ luật và pháp luật nghiêm trọng".
Tháng 10 năm 2021, ông thôi giữ chức Bí thư Tỉnh ủy Giang Tô của Đảng Cộng sản Trung Quốc . Ngày 23 tháng 10 năm 2021, ông giữ chức vụ Phó Chủ tịch Ủy ban Kinh tế Tài chính Nhân đại khóa XIII .

## Thành tích
Ông đã giành được giải thưởng đặc biệt cho sự tiến bộ của Bộ Khoa học và Công nghệ Trung Quốc, đạt giải nhất, được hưởng trợ cấp đặc biệt của Quốc vụ viện.
Ông từng là nhà thiết kế chính của hệ thống điều khiển quá trình đúc liên tục của Tập đoàn Sắt thép Panzhihua, chỉ huy trưởng của Chương trình Thần Châu, thành viên nhóm chuyên gia của Tập đoàn Công nghệ Thông tin Quốc gia, và người đứng đầu nhóm chuyên gia về công nghệ máy tính và phần mềm.